# Sin ti no hay patria
"Sin Ti No Hay Patria" o "Oda a Kim Jong Il" (Hangul: 당신이 없으면 조국도 없다)  es una canción norcoreana sobre el líder  del país, Kim Jong-il, escrita por Lee Jong-oh y compuesta por Hwang Jin-young. En la canción se ensalza el talento y las virtudes proclamados de Kim, y el apego de la gente de Corea (del Norte). La frase repetida en la canción es "¡No podemos vivir sin ti! ¡Nuestro país no puede existir sin ti!" También se considera que es el himno de Songun ("militar primero"). Se transmite con frecuencia por la radio y por altavoces en las calles de Pionyang.

## Significado
"Sin Ti No Hay Patria" fue compuesta especialmente para Kim Jong-il, el exlíder de Corea del Norte. Es considerada su "canción firma". La canción es muy popular en ese país. A menudo se canta al final de las reuniones públicas mientras que la "Canción del general Kim Il-sung" se canta al inicio de esas reuniones.